# Левковицька сільська рада (Чернігівський район)
Левко́вицька сільська́ ра́да — орган місцевого самоврядування у Чернігівському районі Чернігівської області. Адміністративний центр — село Левковичі.

## Загальні відомості
Левковицька сільська рада утворена в 1953 році.
- Територія ради: 40,013 км²
- Населення ради: 1141 особа (станом на 2001 рік)

## Населені пункти
Сільській раді підпорядковані населені пункти:
- с. Левковичі
- с. Зайці
- с. Кругле
- с. Льгів
- с. Льгівка

## Склад ради
Рада складається з 12 депутатів та голови.
- Голова ради: Доброговська Ніна Іванівна
- Секретар ради: Шейна Світлана Василівна

### Керівний склад попередніх скликань
| ПІБ                        | Основні відомості                                                         | Дата обрання | Дата звільнення |
| -------------------------- | ------------------------------------------------------------------------- | ------------ | --------------- |
| Доброговська Ніна Іванівна | Сільський голова, 1966 року народження, освіта вища, член Народної партії | 26.03.2006   | 31.10.2010      |
| Доброговська Ніна Іванівна | Сільський голова, 1966 року народження, освіта вища, член Партії регіонів | 31.10.2010   |                 |

Примітка: таблиця складена за даними джерела

### Депутати
За результатами місцевих виборів 2010 року депутатами ради стали:

#### За суб'єктами висування
| Суб'єкт висування                 | Кількість обраних депутатів | %    |
| --------------------------------- | --------------------------- | ---- |
| Партія регіонів                   | 9                           | 75   |
| Самовисування                     | 2                           | 16,7 |
| Політична партія «Сильна Україна» | 1                           | 8,3  |

#### За округами
| № округу                          | Прізвище, ім'я, по батькові     | Дата визнання обраним | Освіта             | Партійна приналежність                        | Відомості про обраного депутата                      |
| --------------------------------- | ------------------------------- | --------------------- | ------------------ | --------------------------------------------- | ---------------------------------------------------- |
| Партія регіонів                   |                                 |                       |                    |                                               |                                                      |
| 1                                 | Кот Антоніна Анатоліївна        | 08.11.2010            | середня            | член Партії регіонів                          | тимчасово не працює                                  |
| 4                                 | Коршок Лідія Сергіївна          | 08.11.2010            | середня            | член Партії регіонів                          | Левковицька сільська рада, касир                     |
| 5                                 | Гужва Володимир Іванович        | 08.11.2010            | середня            | член Партії регіонів                          | Чернігівське ПП «Меблі плюс», майстер                |
| 6                                 | Шейна Світлана Василівна        | 08.11.2010            | середня спеціальна | член Партії регіонів                          | Левковицька сільська рада, секретар                  |
| 7                                 | Веремійчик Юлія Вікторівна      | 08.11.2010            | середня            | член Партії регіонів                          | Чернігівське кафе «Європейське», кухар               |
| 8                                 | Авраменко Раїса Іванівна        | 08.11.2010            | середня            | член Партії регіонів                          | М-Коцюбинське споживче товариство, продавець         |
| 9                                 | Ососок Олена Вікторівна         | 08.11.2010            | середня            | член Партії регіонів                          | тимчасово не працює                                  |
| 11                                | Штупун Валерій Миколайович      | 08.11.2010            | середня            | член Партії регіонів                          | котельня м. Славутич, хлорист                        |
| 12                                | Литвин Ніна Василівна           | 08.11.2010            | середня            | член Партії регіонів                          | тимчасово не працює                                  |
| Політична партія «Сильна Україна» |                                 |                       |                    |                                               |                                                      |
| 10                                | Проскурнича Ярослава Миколаївна | 08.11.2010            | середня            | позапартійна                                  | тимчасово не працює                                  |
| Самовисування                     |                                 |                       |                    |                                               |                                                      |
| 2                                 | Грищенко Валентина Валентинівна | 08.11.2010            | вища               | член Всеукраїнського об'єднання «Батьківщина» | Левковицька сільська рада, спеціаліст землевпорядник |
| 3                                 | Кирильченко Ольга Михайлівна    | 08.11.2010            | середня            | член Всеукраїнського об'єднання «Батьківщина» | ПП «Чайка Л.В», продавець                            |